# Ndre Mjeda
Ndre Mjeda SJ (ur. 20 listopada 1866 w Szkodrze, zm. 1 sierpnia 1937 tamże) – albański poeta piszący w dialekcie gegijskim języka albańskiego; jezuita.

## Życiorys
Pochodził z ubogiej rodziny rzemieślniczej, był synem Zefa i Lucije. Po ukończeniu szkoły prowadzonej przez jezuitów w Szkodrze wyjechał za granicę, aby kontynuować naukę. W latach 1880–1887 r. Mjeda studiował literaturę w klasztorze kartuzów w Porta Coeli (Walencja, Hiszpania); retoryki, łaciny oraz języka włoskiego uczył się w Chorwacji; odbywał także studia filozoficzne i teologiczne w instytutach jezuickich w Rzymie i Krakowie. Naukę w kolegium jezuickim w Krakowie odbywał w latach 1891–1895. W roku 1887 Mjeda założył pismo „Agimi” (Świt) – zajmujące się utrwalaniem dorobku albańskiej kultury ludowej.
Pisać po albańsku zaczął w trakcie studiów. W 1887 r. opublikował pierwszy wiersz, pt. Vaji i bylbylit (Lament słowika), zaś niedługo potem Vorri i Skanderbegut (Grób Skanderbega). Mjeda znajdował się wówczas pod głębokim wpływem albańskiego pisarza, jezuity, Antona Xanoni oraz piszącego franciszkanina-poety Leonardo de Martino. W późniejszym okresie twórczości Mjedy widoczne są wpływy Carducciego. Używał pseudonimu Shqiptari (Albańczyk).
Powrócił do Albanii w roku 1898 i zaangażował się w działalność narodową i duszpasterską. Mjeda pracował jako proboszcz w parafiach północnej Albanii, gdzie z bliska poznał los i życie najniższych warstw społeczeństwa. Popularność przyniósł mu tom młodzieńczych wierszy, pt. Juvenilja, wydanych dopiero w 1917 r. Wiersze zdradzały wrażliwość na ludzką krzywdę, niezgodę na złe warunki życia ludzi, wyrażały także pragnienie zmian. W latach 1910–1911 powstał cykl sonetów, wydanych w 1937 r. pt. Liria (Wolność). W dwu kolejnych cyklach sonetów, Lissus (1921, tytuł jest łacińską nazwą miasta Lezha), oraz Scodra (Szkodra, wydane pośmiertnie w 1940 r.) tematyka współczesna ustąpiła perspektywie historycznej.
W latach 1921–1924 Mjeda zasiadał w albańskim parlamencie, jako deputowany. Po upadku rewolucji 1924 r. zakończył działalność polityczną i został proboszczem we wsi Kukёl. Pod koniec życia wykładał w seminarium jezuickim w Szkodrze. Imię Ndre Mjedy noszą ulice w Tiranie, Szkodrze, Kamzie, Durrësie i w Cerriku.